# 步步驚心 (2015年電影)
《新步步驚心》（英語：Time to Love）是2015年上映的一部中國大陸電影。改編自中國大陸作家桐華所著清朝穿越同名小說，2014年11月19日開機，並定檔2015年七夕。台灣OTT平台LiTV 線上影視上架播出。

## 劇情
感情一直不順遂的都會小資女張小文（陳意涵飾），因一場落水意外，一縷芳魂穿越時空到清朝成了大清格格 - 馬爾泰若曦。起初，帶有21世紀思維和生活方式的張小文，僅認為這一切是某個實境節目的橋段，因而做出一連串旁人看似滑稽的怪異舉動，豈料，這卻引來皇室以及眾大臣們的猜疑，更無端被捲入了『九子奪嫡』的權位之爭。
與此同時，若曦的天真無邪、陽光活潑，令兩位皇子對她傾心，兩人皆向若曦展開戀情攻勢，一個是讓若曦意亂情迷、崇拜迷戀的霸道深情王子四爺胤禛（楊祐寧飾）；另一個則是脫韁野馬卻願為愛默默守候，有求必應的柔情騎士十四爺胤禵（竇驍飾）。
三人上演了一段步步知心、步步戀心、步步驚心的三角戀情，而現在與未來；騎士與王子之間，張小文／若曦，又將情歸何處？

## 演員表
| 演員     | 角色                  | 暱稱／關係             |
| 陈意涵   | 马尔泰·若曦（张小文） | 穿越的现代白领         |
| 杨佑宁   | 胤禛                  | 四爷（即後來的雍正帝） |
| 窦骁     | 胤禵                  | 十四爷                 |
| 宋伊人   | 玉檀                  | 若曦的宫女             |
| 于波     | 胤礽                  | 太子爷                 |
| 周骏超   | 胤䄉                  | 十阿哥                 |
| 成泰燊   | 邬思道                | 四爷侍卫               |
| 杜志国   | 康熙                  | 康熙皇帝               |
| 顾宝明   | 隆科多                | 雍正帝舅父             |
| 莫合塔尔 | 老布                  | 叛乱的异族             |
| 杜玉明   | 季狸                  | 太子的谋士             |
| 郭虹     | 萨满                  | 巫师                   |

## 電影歌曲
- 主題曲：周筆暢〈新步步驚心〉
- 主題曲：陈意涵〈最美的情書〉
- 主題曲：胡夏〈愛你步步驚心〉、作詞：桐華、作曲：陳禹

## 外部連結
- 步步驚心的Facebook專頁
- 互联网电影数据库（IMDb）上《步步驚心》的资料（英文）
- 香港影庫上《步步驚心》的資料（繁體中文）
- Yahoo奇摩電影上《步步驚心》的資料（繁體中文）
- 開眼電影網上《步步驚心》的資料（繁體中文）
- 时光网上《步步驚心》的資料（简体中文）
- 豆瓣电影上《步步驚心》的資料 （简体中文）

| 台灣 東森電影台 週日晚上9:00全台首播 |
| ------------------------------------ |
| 新步步驚心 2016.06.26                |